# ALS2CR2
ALS2CR2 (Amyotrophic lateral sclerosis 2 (juvenile) chromosome region, candidate 2) – ludzki gen. Nazwa genu wzięła się stąd, że znajduje się w locus domniemanego genu zmutowanego w młodzieńczej postaci stwardnienia zanikowego bocznego (ALS).
Gen ALS2CR2 koduje białko należące do podrodziny STE20 kinaz białkowych serynowo-treoninowych. Ponieważ jedno z miejsc aktywnych domeny kinazowej ALS2CR2 jest zmienione, białko pozbawione jest aktywności kinazowej i zaliczane jest do pseudokinaz. Białko ALS2CR2 wchodzi w skład kompleksu aktywującego kinazę serynowo-treoninową LKB1 (STK11), regulującego relokowanie białka kinazy LKB1 z jądra komórkowego do cytoplazmy i niezbędnego do zatrzymania cyklu komórkowego w fazie G1 w którym LKB1 pośredniczy. ALS2CR2 wchodzi też w interakcję z białkiem XIAP (X-linked Inhibitor of Apoptosis Protein) i zwiększa aktywności antyapoptotyczną XIAP za pośrednictwem szlaku kinazy JNK1. Zidentyfikowano dwa pseudogeny dla ALS2CR2, na chromosomach 1 i 7.